# Акиле Вианели
Акѝле Вианèли (на италиански: Achille Vianelli; 21 декември 1803, Порто Маурицио – 2 април 1894, Беневенто) е италиански художник, гравьор и учител с френско гражданство.

## Биография
Баща му Джован Батиста Вианели, родом от Венето, се е жени за парижанка и следователно сменя името си на Вианели, приема френска националност и става консулски агент на Наполеон в Порто Маурицио (сега част от град Импери). От Порто Маурицио семейството се мести в Отранто, където Акиле прекарва младостта си. През 1819 г. той заминава за Неапол, за да учи живопис, а баща му и сестра му се завръщат във Франция.
В Неапол Акиле се сближава с Джачинто Джиганте, заедно с когото изучава пейзажна живопис. Посещава за няколко месеца и училището на Волфганг Хюбер.
Като ученик на Антон Сминк ван Питло Вианели посещава заедно с други ученици – Джачинто Джиганте, Алесандро Фергола и Габриеле Змарджаси сформираната в ателието на Питло Школа в Позилипо. Той постепенно изоставя живописта с маслени бои, за да се посвети на пейзажна живопис рисувана с акварел. Много от неговите пейзажи са литографирани и публикувани в издания, посветени на град Неапол.
През 1848 г. Акиле се мести в Беневенто, където се отдава на живописта и през 1850 г. основава школа по рисуване в манастира „Санта София“. Сред учениците му е и Гаетано де Мартини.
Славата му се разпространява във Франция и крал Луи-Филип го призовава в двореца, за да дава на принца уроци по рисуване. Като учител в кралския двор Акиле живее във Франция до 1846 г.
Синът му Алберто, също пейзажист, роден през 1847 г., се премества в Париж през 1875 г.
Умира в Беневенто на 2 април 1894 г. на 90-годишна възраст.

## Музеи с изложени картини на художника
- Музей Санио, Беневенто
- Музей на изкуството „Метрополитън“, Ню Йорк
- Галерия на Академията за изящни изкуства (Неапол), Неапол

## Картини на Акиле Вианели
- Неаполитански площад Сан Лоренцо Маджоре
- Позилипо
- Капри
- Църква Санта Мария ди Костантинополи и прилежащата порта Константинополи
- Маринела и Кастело дел Кармине
- Кампидолио Беневенто